# Tomàs Dalmau i Colom
Tomàs Dalmau i Colom   (Manresa, 29 de juny de 1920 - Manresa, 1 de setembre de 2022) va ser un manresà que va participar en la Guerra Civil espanyola com a part de l'anomenada Lleva del Biberó. Va ser mobilitzat el 27 d'abril de 1938 quan només tenia 17 anys i se'l va enviar al Front del Segre. Segons el seu relat, va ser fet presoner en el seu primer combat, quan encara duia la roba de civil.
L’1 de juny entrava al camp de concentració de Santoña; traslladat al de Miranda d'Ebro on diu que va viure els «pitjors dies de la meva vida», el 12 de desembre l’embarquen, des de Vinaròs, cap a Mallorca en el vaixell J.J. Sister; romandrà pres a Son Amoixa des del 22 de desembre de 1938 fins al 12 de juny del 1940, dos anys després d’haver sortit de Manresa.
Membre actiu de l'Agrupació de Supervivents de la Lleva del Biberó-41, va explicar durant anys la seva experiència a tot aquell que se li va acostar per a conèixer-la. Va estar casat amb Margarida Marcet Sellarès, fila de l'alcalde republicà de Manresa Francesc Marcet i Artigas.
Va morir a l'edat de 102 anys, essent un dels darrers supervivents de la Lleva del Biberó.